# Associació de Pares de Treballadors de SEAT amb Fills Disminuïts
Associació de Pares de Treballadors de SEAT amb Fills Disminuïts (ASPROSEAT) és una associació creada el 1976 per treballadors de SEAT de Barcelona, tot i que no es va constituir en associació fins al 1979.
L'associació té com a finalitat dur a terme activitats adreçades a la promoció, l'atenció i la integració social de persones amb discapacitat. Ofereix serveis residencials per a persones amb disminució psíquica que tenen una certa autonomia per fer les activitats pròpies de la vida diària, però que malgrat això difícilment poden residir a la llar, ja sigui per problemes derivats de la seva discapacitat, per manca de familiars o per l'edat avançada dels familiars. Atén un total de 24 usuaris. Disposa també del servei Respir d'atenció temporal, adreçat als pares que, en un moment donat, el necessitin.
Entre els seus serveis també destaquen dos centres ocupacionals, denominats «Centre Ocupacional 1981, que ofereixen serveis de teràpia ocupacional amb l'objectiu
de facilitar als usuaris una atenció diürna de tipus rehabilitador d'acord amb les possibilitats de cada persona, mitjançant un programa individualitzat que els permeti
aconseguir una màxima integració social. Hi participen 105 usuaris. L'Associació també gestiona un centre especial de treball on actualment treballen 94 persones, tot i que està previst que, en el termini de dos anys, arribi a la màxima capacitat de treballadors: 130 persones.
El 2004 va rebre la Medalla d'Honor de Barcelona.